# Принсипе
Принсипе (порт. Príncipe) је мање од два острва државе Сао Томе и Принсипе. Његова површина је 136 км² а на њему живи око 5.000 становника. Највећи врх на острву је Пико да Принципе. На острву се налази и национални парк Обо. Север и центар острва су некада били под плантажама, док су данас прекривени густом шумом. 
На острву се налази један град Санто Антонио, и један аеродром, као и неколико малих села.